# Léon Lorin
Pour les articles homonymes, voir Lorin.
Léon Nicolas Malpertuy dit Léon Lorin, né le 26 février 1876 dans le 12e arrondissement de Paris et mort à une date indéterminée après 1939, est un acteur français du cinéma muet.

## Biographie
En dehors des films dans lesquels il a tourné, on sait peu de choses sur Léon Lorin sinon qu'il fut d'abord tonnelier comme son père avant d'apparaître sur les planches comme artiste lyrique puis, à l'âge de 36 ans, comme acteur sur les plateaux de cinéma à partir de 1912.
Il reste surtout connu pour avoir tenu le rôle principal d'Oscar Sanzatoux dans la série de 18 films comiques Oscar tournés par Louis Feuillade entre 1913 et 1915. Interrompue par la mobilisation de Léon Lorin, la série ne sera pas reprise après la guerre par Louis Feuillade. Par contre, l'acteur reprendra le rôle à partir de 1928 dans une série de films-revues intitulés Les Fantaisies d'Oscar tournés dans des dizaines de villes de province par divers metteurs en scène engagés par Jean Hervé, directeur de la compagnie L'Essor cinégraphique récemment créée et qui disparaitra avec l'avènement du cinéma parlant. Ces courts-métrages, tournés à partir d'un même scénario, intégraient de nombreux figurants locaux et étaient financés par les recettes publicitaires versées par les commerçants dont les établissements apparaissaient à l'écran et par les bénéfices dégagés par les entrées dans les salles où ils étaient projetés. Tous ces films sont considérés aujourd'hui comme perdus.
Léon Lorin disparait de l'affiche après un dernier rôle dans À nous la liberté de René Clair sorti en décembre 1931 et qui fut d'ailleurs sa seule et unique apparition dans un film parlant. Il figure encore dans l'annuaire Le Tout-Cinéma de 1938-1939 au 17, rue des Fêtes dans le 19e arrondissement de Paris où il résidait depuis de nombreuses années sous son vrai nom, puis on perd définitivement sa trace. Il avait alors 63 ans.
A l'époque, Léon Lorin était veuf depuis novembre 1919 de Florentine Fixari, une actrice qu'il avait épousé à Paris dix ans plus tôt en février 1910, et était remarié avec l'actrice Alexandrine Daout depuis août 1920. A ce mariage, les témoins à l'acte étaient les acteurs René Navarre et Émile Keppens.

## Distinction
- Médaille commémorative de la guerre 1914-1918[14].

## Filmographie
- 1912 : Le Rêve du cocher [réalisateur anonyme] : Isidore Hudon
- 1913 : La Force de l'argent, film de Léonce Perret : Monsieur Leclerc
- 1913 : Oscar pris au piège, film de Louis Feuillade : Oscar
- 1913 : Oscar et le Tic de Barbassol, film de Louis Feuillade : Oscar
- 1913 : Oscar a des chevaux de course, film de Louis Feuillade : Oscar
- 1913 : Oscar a pris les femmes en horreur, film de Louis Feuillade : Oscar
- 1913 : Oscar exagère, film de Louis Feuillade : Oscar
- 1913 : Oscar suivra toujours, film de Louis Feuillade : Oscar
- 1913 : Oscar fait ses neuf jours, film de Louis Feuillade : Oscar
- 1913 : Oscar en villégiature, film de Louis Feuillade : Oscar
- 1913 : Oscar séquestré, film de Louis Feuillade : Oscar
- 1913 : Oscar au bain, film de Louis Feuillade : Oscar
- 1913 : Oscar ermite, film de Louis Feuillade : Oscar
- 1913 : Oscar imprésario, film de Louis Feuillade : Oscar
- 1913 : Oscar pompier par amour, film de Louis Feuillade : Oscar
- 1914 : Oscar veut se venger, film de Louis Feuillade : Oscar
- 1914 : Oscar et Kiki la midinette, film de Louis Feuillade : Oscar
- 1914 : Il ne faut pas courir deux lièvres à la fois, film de Romeo Bosetti
- 1915 : Oscar veut placer son cœur, film de Louis Feuillade : Oscar
- 1921 : Le Sept de trèfle de René Navarre : Théodore
- 1923 : Le Roi de Paris, film de Dominique de Marsan et Charles Maudru : Amoretti
- 1924 : La Course à l'amour film de Paul Barlatier et Charles Keppens : le marquis de Morte-Saison
- 1924 : Le Secret d'Alta-Rocca, film d'André Liabel : Cambaux
- 1928 : Les Fantaisies d'Oscar à Amiens, film de M. Gloez : Oscar[15]
- 1928 : Les Fantaisies d'Oscar à Royan, film de Jean Hervé : Oscar[16]
- 1928 : Les Fantaisies d'Oscar à Troyes, film d'Amédée Rastrelli[17] : Oscar[18]
- 1928 : Les Fantaisies d'Oscar à Épinal, film de G. M. Gloez : Oscar[19]
- 1928 : Les Fantaisies d'Oscar à Bourges, film de Louis Paglieri[20] : Oscar[21]
- 1929 : Les Fantaisies d'Oscar à Toulouse, film de Georges Gauthier : Oscar[22]
- 1929 : Les Fantaisies d'Oscar à Sélestat, film de Louis Paglieri : Oscar[23]
- 1931 : À nous la liberté, film de René Clair : l'académicien sourd[24].